# 齋藤康嘉
齋藤康嘉（日语：齋藤ヤスカ；1987年6月29日—），日本演員。所屬經紀公司為JUNES。

## 簡介
- 日本神奈川縣人。
- 身高173公分。
- 血型B型。
- 特技是鋼琴、小提琴、料理、後翻、後空翻。
- 拿手運動有游泳、網球、體操等，其中網球有在2002年關東大會出場的實力。
- 代表作品為轟轟戰隊冒險者 飾演 冒險黑 / 伊能真墨

## 演出作品

### 電視連續劇
- 流星花園 第1集 (2005年10月、東京放送|TBS)
- 轟轟戰隊冒險者 (2006年2月 - 2007年2月、朝日電視台) - 飾演 伊能真墨 / 冒險黑
- 風魔小次郎 (2007年10月 - ) - 飾演 白虎
- Last Mail 2～無花果白皮書～ 第7話（2009年11月、BS朝日） - 飾演 すみれ
- 歡迎回來執事喫茶店 第11話・最終話（2009年3月、毎日放送） - 飾演 不動
- 靛青之夜 第52話（2010年3月、東海電視台）
- 都市傳説Buster（2014年7月 - 9月、千葉電視台）
- 妖怪女學園（2014年、千葉電視台） - 飾演 天狗先生

### 舞台劇
- 音樂劇‧網球王子 The Progressive Match 比嘉 feat.立海（2007年12月 - 2008年2月） - 飾演 平古場 凜
  - 音樂劇‧網球王子 Dream Live 5th（2008年5月） - 飾演 平古場 凜
  - 音樂劇‧網球王子 The Imperial Presence 冰帝feat.比嘉（2008年7月 - 11月） - 飾演 平古場 凜
- *pnish*produce『reverse historica』（2008年4月） - 飾演 朋希
- 「舞台版  風魔小次郎」（2008年3月） - 飾演 白虎
- 俺は、君のためにこそ死ににいく（2008年8月）- 飾演 板東勝次
- 抹大拉的馬利亞 馬利亞小姐的Mad (Apple)Tea Party（2008年11月）- 飾演 克萊拉
  - 瑪麗亞 馬格達萊納 來日公演「抹大拉的馬利亞」〜馬利亞小姐的Mad (Apple) Tea Party (Reprise!) 〜（2011年5月 - 6月）
  - 瑪麗亞 馬格達萊納 來日特別公演『瑪格達LIVE!!』（2012年6月）
- 櫻SAKURAサクラ（2009年3月）- 飾演 曾根山幹介
- 新撰組異聞PEACE MAKER（2009年5月）- 飾演 山崎烝
- 朗読劇 苦情的信（2009年5月、博品館劇場）
- Pride（2009年6月）
- Teacher's〜充滿愛的職員室〜（2009年7月）
- abc★青山Boys Cabaret（2009年10月）- 飾演 秋吉孝二
- Conton Club（2009年12月）
- 音樂劇 飛輪少年（2010年4月）- 飾演 左安良
- HAMLET -藍色薔薇的吻-（2010年4月）
- Memories 5（2010年6月）
- SHINSENGUMI（2010年7月）- 飾演 沖田總司
- abc★赤坂Boys Cabaret〜把心脫開!〜（2010年8月 - 9月）- 飾演 富浜政孝
  - abc★赤坂Boys Cabaret 〜2回表!〜（2011年8月 - 9月）
  - abc★赤坂Boys Cabaret 〜3回表!〜（2012年8月 - 9月）
  - abc★赤坂Boys Cabaret 表 FINAL!『最後的放電!』
- 人生是show time!（2010年9月 - 10月）- 飾演 村上瞬
- EVE〜歴史的旁觀者〜2012（2010年12月）- 飾演 蒼井ソラオ
- 深説・八犬傳〜村雨恋奇譚〜（2011年2月）- 飾演 犬山道節
- 音樂劇 狼王羅伯 〜西頓動物記〜（2011年3月 - 4月）- 飾演 美洲野馬
  - 音樂劇 新・狼王羅伯 〜西頓動物記〜（2013年3月 - 4月）
- Super Musical『聖鬥士星矢』（2011年7月）- 飾演 琴座萊拉的奧菲斯
  - Super Musical『聖鬥士星矢』再演（2011年12月）
- Shuffle（2011年10月 - 11月）- 飾演 雷蒙德
- 落下之王国 The fall kingdom 〜You know you（2011年11月）- 飾演 傑克
- 再見華特·米堤（2012年2月）- 飾演 Super Manta
  - 再見華特·米堤（再演）（2012年10月～11月)
  - 再見華特·米堤2013（2013年10月～11月）
- 坎特雷拉2012〜背叛的毒藥〜（2012年3月）- 飾演 費爾南多三世
- 體感季節（2012年5月）- 飾演 遙小石
- 雷神-RAIJIN-（2012年7月）- 飾演 服部
- 出租女友（2012年11月 -12月）- 飾演 猫
- 人狼遊戲 The beginning of Lie（2012年2月）
- Live in toRAIN No.A-h（2013年2月）- 飾演 結希望（主演）
- 博士與太郎的異常愛情（2013年7月、俳優座劇場）- 飾演 飯田橋ハジメ
- 贈予你×（吻）（2013年12月）- 飾演 砂川浪
- 人狼 The live-playing theater #09:VILLAGE V 冬霧に冴ゆる村（2014年1月、上野ストアハウス）- 飾演 花嫁ビアンカ　役
- 人狼 The live-playing theater #10:WITCH 星降る庭と13人の魔女（2014年1月、上野ストアハウス）- 飾演 乙女座ビアンカ
- 紅髮安尼-みどりやねの朝-（2014年3月 - 2015年12月、東京エレクトロン韮崎文化ホール）- 飾演 吉伯特
- 潘朵拉的盒子（2014年3月）- 飾演 漆原（沢村）
- ゆめゆめこのじ（2014年5月）- 飾演 桂小五郎
- 言いたいことも言えない、小さな夢も見れない、汚い嘘や言葉で操られたくない、真っ直ぐに向き合う現実に誇りを持ちたいだけだから（2014年6月）- 飾演 緑の王ヤズトロモ
- Peach Boys（2014年7月）- 飾演 雉方美妙
- Fantasy Planet（2014年11月）- 飾演 黑王子尼祿
- 空心公主與害獸之森（2014年11月）- 飾演 彼得潘
- 拳聖（2015年1月）- 飾演 ザミュ
- 音樂劇 風雲新撰組–月影–（2015年11月）- 飾演 土方歳三（主演）
- 世界各地聖誕快樂（2015年12月）- 飾演 青年

### 電影
- 網球王子 (2006年) - 飾演 市立不動峰中學‧伊武深司
- 鏡子超人REFLEX - 飾演 タカシ
- Short film「知らなすぎた男」
- 轟轟戰隊冒險者 THE MOVIE 最強的秘寶 (2006年) - 飾演 伊能真墨 / 冒險黑
- 劇場版 假面騎士電王 老子我，誕生！ (2007年) - 聲音演出 Newt Imagin
- 愛的言靈 (2007年) - 飾演 立花都
- 托生君系列‧電影 春風物語 (2010年) - 飾演(第一集)高林泉/(第三集)野沢政貴
- SS (2008年) - 飾演 AKIRA
- 愛的言靈～直到世界的盡頭～ (2010年) - 飾演 立花都
- ちょちょぎれ（2010年） - 飾演 圭一
- LOVE ToRAIN -Love Train-（2012年）
- フタリデツクル（2014年） - 飾演 健兒
- 夫妻成長日記　Love Forever（2014年）

### 模特兒
- YOKOHAMA HAIR RENAISSANCE 2004（2004年）
- TAKARABELMONT（2004年）
- RIKEI（2004～2005年）
- TWBC　2005（2005年）
- YOKOHAMA HAIR RENAISSANCE 2005（2005年）
- KERA|ゴシック&ロリータバイブル (2007年)
- BABY, THE STARS SHINE BRIGHT－ ALICE and the PIRATES　平面model(2007年)
- BABY, THE STARS SHINE BRIGHT －ALICE and the PIRATES　平面model(2008年)

## 外部連結
- JUNES ACTING & MODELING （页面存档备份，存于）
- 齋藤康嘉 Yahoo! Club

| 前任： 稻田徹(聲演) （特搜戰隊刑事連者） | 日本超級戰隊系列黑色戰士演員 轟轟戰隊冒險者 2006年2月19日-2007年2月11日 | 繼任： 荒木宏文 （獸拳戰隊激氣連者） |